# Шнайдер Ганна Сергіївна
Ганна Сергіївна Шнайдер (нар. 21 червня 1976, Томськ) — російська тележурналістка, телеведуча, головний редактор російського дитячого пізнавального телеканалу «О!» (з 2016 року), раніше працювала на двох каналах З січня 2003 по січень 2006 «НТВ» і з З липня 2006 по квітень 2014 року «Росія-24 за 11 років.

## Біографія
Народилася 1976 році в Томську Російської РФСР. Закінчила факультет культурології Томського державного університету. Після закінчення вишу викладала світову художню культуру та етикет у гімназії, грала в театрі.
Працювала ведучою інформаційних програм в телекомпаніях NTSC (Томськ) і «Студія-41» (Єкатеринбург).
У 2003 році отримала премію «ТЕФІ» в номінації «Найкраща телеведуча регіональних новин»[уточнити].
З січня 2003 по січень 2006 року вела ранкові випуски новин на каналі «НТВ».
З липня 2006 по квітень 2014 року працювала ведучою цілодобового інформаційного телеканалу «Росія-24» (до 1 січня 2010 — "Веєтиі). 1 липня 2006 (19:00 за московським часом) стала ведучою першого випуску новин, з якого почалося офіційне ефірне мовлення телеканалу "Веєтиі.
У травні 2009 року вона проводила телеміст за участю президента Росії Дмитра Медведєва.
26 квітня 2012 року брала участь у конференції президента Росії Дмитра Медведєва з журналістами російських телевізійних каналів як журналістка від ВДТРК.
З 2016 року була призначена на посаду головного редактора дитячого пізнавального телеканалу «О!», що входить до пакету тематичних каналів «Цифрове Телесімейство» компанії «Перший канал. Всесвітня мережа» (почав мовлення 7 лютого 2017 року).

## Родина
Чоловік (з 6 серпня 2005) — телеведучий Олексій Пивоваров.
Син — Іван.
Батьки живуть в Томську.